# Liden Films
Liden Films, Inc. (Nhật: 株式会社ライデンフィルム Hepburn: Kabushiki gaisha Raiden Firumu,  cách điệu là LIDENFILMS) là một xưởng phim hoạt hình Nhật Bản được thành lập vào năm 2012 và là một công ty con của Ultra Super Pictures. Công ty có trụ sở chính tọa lạc tại khu Suginami, Tokyo cùng với các chi nhánh khác nằm tại Osaka, Kyoto và Fukaya.

## Thành lập
Liden Films được thành lập vào ngày 22 tháng 12 năm 2012 sau khi gia nhập công ty liên doanh Ultra Super Pictures cùng với các studio Sanzigen, Trigger và Ordet.
Ngoài chi nhánh chính tại Suginami, Tokyo, Liden Films hiện có các chi nhánh phụ bao gồm các xưởng phim: Osaka Studio (thành lập vào năm 2013), Kyoto Studio (thành lập năm 2015), Fukaya Studio (thành lập năm 2018).

## Tác phẩm

### Anime truyền hình
| Năm phát sóng | Tựa đề                                                                                  | Đạo diễn                                  | Số tập | Ghi chú |
| ------------- | --------------------------------------------------------------------------------------- | ----------------------------------------- | ------ | --- |
| 2013          | Senyu.                                                                                  | Yamamoto Yutaka                           | 13     | Chuyển thể từ bộ manga cùng tên của Haruhara Robinson. Hợp tác sản xuất cùng với Ordet.                                                                             |
| 2013          | Aiura                                                                                   | Nakamura Ryōsuke                          | 12     | Chuyển thể từ bộ manga của Chama. |
| 2013          | Senyū. Dai 2 Ki                                                                         | Yamamoto Yutaka                           | 13     | Phần tiếp theo của Senyu. Hợp tác sản xuất với Ordet. |
| 2013          | Miss Monochrome -the Animation-                                                         | Iwasaki Yoshiaki                          | 39     | Dựa trên một nhân vật hư cấu tạo bởi Horie Yui. Hợp tác sản xuất với Sanzigen.                                                                                      |
| 2014          | Wooser no sono higurashi: Kakusei-hen                                                   | Yamada Toyonori                           | 12     | Mùa thứ hai của của Wooser no sono higurashi. Hợp tác sản xuất với Sanzigen.                                                                                        |
| 2014          | Terra Formars                                                                           | Hamasaki Hiroshi                          | 13     | Chuyển thể từ manga của Sagusa Yū. |
| 2015          | Arslan Senki                                                                            | Abe Noriyuki                              | 25     | Chuyển thể từ loạt tiểu thuyết của Tanaka Yoshiki. Hợp tác sản xuất với Sanzigen.                                                                                   |
| 2015          | Yamada-kun to nana-nin no Majo                                                          | Takuno Seiki                              | 12     | Chuyển thể từ bộ manga cùng tên của Yoshikawa Miki. |
| 2016          | Sekkō Boys                                                                              | Takuno Seiki                              | 12     | Tác phẩm gốc. |
| 2016          | Schwarzesmarken                                                                         | Watanabe Tetsuya                          | 12     | Spin-off tiền truyện của Muv-Luv Alternative. Hợp tác sản xuất cùng với ixtl.                                                                                       |
| 2016          | Kanojo to kanojo no neko -Everything flows-                                             | Sakamoto Kazuya                           | 4      | Dựa trên một đoạn OVA ngắn của Shinkai Makoto. Sản xuất bởi chi nhánh Liden Films Kyoto Studio.                                                                     |
| 2016          | Terra Formars: Revenge                                                                  | Fukuda Michio                             | 13     | Phần tiếp theo của Terra Formars. Sản xuất cùng với TYO Animations.                                                                                                 |
| 2016          | Berserk (2016)                                                                          | Itagaki Shin                              | 24     | Chuyển thể từ bộ manga cùng tên của tác giả Miura Kentaro. Hợp tác sản xuất với Millepensee và GEMBA.                                                               |
| 2016          | Arslan Senki: Fūjin Ranbu                                                               | Abe Noriyuki                              | 8      | Mùa thứ hai của Arslan Senki. |
| 2016          | Udon no kuni no kin'iro kemari                                                          | Takuno Seiki                              | 12     | Chuyển thể từ manga của Shinomaru Nodoka. |
| 2017          | Roku de nashi Majutsu Koushi to Akashic Record                                          | Kazuto Minato                             | 12     | Chuyển thể từ light novel của tác giả Hitsuji Tarō. |
| 2017          | Koi to Uso                                                                              | Takuno Seiki                              | 12     | Chuyển thể từ manga của Musawo. |
| 2018          | Killing Bites                                                                           | Yasuto Nishikata                          | 12     | Chuyển thể từ manga của Murata Shinya. |
| 2018          | Layton Mystery Tanteisha: Katori no Nazotoki File                                       | Mitsutaka Susumu                          | 50     | Dựa trên trò chơi điện tử Layton's Mystery Journey của Level-5. |
| 2018          | Hanebado!                                                                               | Ezaki Shinpei                             | 13     | Chuyển thể từ manga của Hamada Kōsuke. |
| 2018          | Phantom in the Twilight                                                                 | Kunihiro Mori                             | 12     | Tác phẩm gốc. |
| 2018          | Kishuku Gakkō no Juliet                                                                 | Takuno Seiki                              | 12     | Chuyển thể từ bộ manga của Kaneda Yōsuke. |
| 2018          | Beelzebub-jō no okinimesu mama                                                          | Kazuto Minato                             | 12     | Chuyển thể từ manga của matoba. |
| 2019          | Mahō Shōjo Tokushusen Asuka                                                             | Yamamoto Hideyo                           | 12     | Chuyển thể từ manga của Fukami Makoto. |
| 2019          | Mayonaka no Occult Kōmuin                                                               | Watanabe Tetsuya                          | 12     | Chuyển thể từ manga cùng tên của Tamotsu Yōko. |
| 2019          | Tejina Senpai                                                                           | Usui Fumiaki                              | 12     | Chuyển thể từ bộ manga của Azu. |
| 2019          | Hōkago Saikoro Club                                                                     | Imaizumi Kenichi                          | 12     | Chuyển thể từ manga của Nakamuchi Hirō. |
| 2019          | Tenka Hyakken ~Meiji-kan e Yōkoso!~                                                     | Hahimoto Daisuke                          | 12     | Dựa trên thương hiệu Tenka Hyakken của KADOKAWA. |
| 2020          | Rebirth                                                                                 | Yoshioka Shinobu                          | 50     | Dựa trên dòng sản phẩm thẻ sưu tầm Rebirth for you của Bushiroad. Sản xuất bởi chi nhánh Liden Films Osaka Studio.                                                  |
| 2020          | Kitsutsuki Tantei-dokoro                                                                | Ezaki Shinpei Makino Tomoe                | 12     | Chuyển thể từ tiểu thuyết cùng tên của Kei Ii. |
| 2021          | Urasekai Picnic                                                                         | Satō Takuya                               | 12     | Chuyển thể từ tiểu thuyết của Miyazawa Iori. Hợp tác sản xuất với Felix Film.                                                                                       |
| 2021          | Tatoeba Last Dungeon mae no mura no shōnen ga joban no machi de kurasu yō na monogatari | migmi                                     | 12     | Chuyển thể từ bộ light novel của tác giả Satō Toshio. |
| 2021          | Hortensia Saga                                                                          | Nishikata Yasuto                          | 12     | Dựa trên trò chơi nhập vai trên smartphone của Sega. |
| 2021          | Hataraku Saibō Black                                                                    | Yamamoto Hideyo                           | 13     | Chuyển thể từ bộ manga của Shigemitsu Harada. Spin-off của Hataraku Saibō (Cell at Work!!).                                                                         |
| 2021          | Sayonara watashi no Cramer                                                              | Takuno Seiki                              | 13     | Chuyển thể từ bộ manga của Arakawa Naoshi. |
| 2021          | Seven Knights Revolution                                                                | Ichikawa Kazuya                           | 12     | Dựa trên trò chơi nhập vai trên smartphone của Netmarble. Hợp tác sản xuất với DOMERICA.                                                                            |
| 2021          | Tokyo Revengers                                                                         | Hatsumi Koichi                            | 24     | Chuyển thể từ bộ manga cùng tên của tác giả Wakui Ken. |
| 2021          | "Deji" Meets Girl                                                                       | Tazawa Ushio                              | 12     | Tác phẩm gốc. |
| 2021          | Kaginado (mùa 1)                                                                        | Sakamoto Kazuya                           | 12     | Tác phẩm giao thoa giữa các visual novel của Key gồm Kanon, Air, Clannad, Little Busters!, planetarian và Rewrite. Sản xuất bởi chi nhánh Liden Films Kyoto Studio. |
| 2021          | Build Divide -#000000- (Code Black)                                                     | Yuki Komada                               | 12     | Dựa trên thương hiệu Build Divide của Aniplex. |
| 2022          | Saiyuki Reload -Zeroin-                                                                 | Takada Misato                             | 13     | Phần tiếp theo của Saiyuki Reload Blast. |
| 2022          | Tribe Nine                                                                              | Aoki Yū                                   | 12     | Thuộc một dự án do Akatsuki và Too Kyo Games đồng phát triển. |
| 2022          | Ryman's Club                                                                            | Yamauchi Aimi                             | 12     | Tác phẩm gốc. |
| 2022          | Build Divide -#FFFFFF- (Code White)                                                     | Yuki Komada                               | 12     | Phần tiếp theo của Build Divide -#000000- (Code Black). |
| 2022          | Kaginado (mùa 2)                                                                        | Sakamoto Kazuya                           | 12     | Nối tiếp câu chuyện của Kaginado. Sản xuất bởi chi nhánh Liden Films Kyoto Studio.                                                                                  |
| 2022          | Warau Arsnotoria Sun!                                                                   | Tatsuwa Naoyuki                           | 12     | Dựa trên game mobile Warau Arsnotoria của Nitroplus. |
| 2022          | Yofukashi no Uta                                                                        | Tetsuya Miyanishi (tổng) Itamura Tomoyuki | 13     | Chuyển thể từ manga của Kotoyama. |
| 2022          | Uchi no Shishou wa Shippo ga Nai                                                        | Yamamoto Hideyo                           | 13     | Chuyển thể từ manga của TNSK. |
| 2022          | Reiwa no Di Gi Charat                                                                   | Sakurai Hiroaki                           | 16     | Dựa trên dòng sản phẩm linh vật của Broccoli. |
| 2022          | Eikyū Shōnen Eternal Boys                                                               | migmi                                     | 24     | Tác phẩm gốc. |
| 2023          | Ryza no Atelier: Tokoyami no Joou to Himitsu no Kakurega                                | Yuzuriha Emma                             | 12     | Chuyển thể từ trò chơi điện tử cùng tên phát triển bởi Gust. |
| 2023          | Goblin Slayer II                                                                        | Ozaki Takaharu (tổng), Takada Misato      | 12     | Mùa thứ hai của Goblin Slayer, mùa một trước do White Fox sản xuất; chuyển thể từ light novel của Kagyu Kumo.                                                       |
| 2023          | Câu lạc bộ những kẻ mất ngủ                                                             | Ikeda Yūki                                | 13     | Chuyển thể từ manga của Ojiro Makoto. |
| 2023          | Rurouni Kenshin: Meiji Kenkaku Romantan                                                 | Yamamoto Hideyo                           | 24     | Chuyển thể từ manga của Watsuki Nobuhiro. |
| 2023          | Tokyo Revengers: Seiya Kessen-hen (mùa 2)                                               | Hatsumi Koichi                            | 13     | Phần tiếp theo của Tokyo Revengers. |
| 2023          | Tokyo Revengers: Tenjiku-hen (mùa 3)                                                    | Hatsumi Koichi                            | 13     | Phần tiếp theo của Tokyo Revengers: Seiya Kessen-hen. |
| 2023          | Yūsha ga Shinda!                                                                        | Kujo Rion                                 | 12     | Chuyển thể từ manga của Subaruichi. |
| 2024          | Bye Bye, Earth                                                                          | Nishikata Yasuto                          |        | Dựa trên theo tiểu thuyết của Ubukata Tow. |
| 2024          | Kami wa Game ni Ueteiru                                                                 | Shiraishi Tatsuya                         | 12     | Dựa trên light novel của Sazane Kei. |
| 2024          | Rurouni Kenshin: Meiji Kenkaku Romantan – Kyoto Dōran                                   | Komada Yuki                               |        | Phần tiếp theo của Rurouni Kenshin: Meiji Kenkaku Romanta. |
| 2024          | Tonari no Yōkai-san                                                                     | Yamauchi Aimi                             | 13     | Chuyển thể từ manga cùng tên. |
| 2025          | Mahō Tsukai no Yakusoku                                                                 | Tatsuwa Naoyuki                           |        | Dựa trên trò chơi điện tử cùng tên phát triển bởi Coly. |
| 2025          | Saigo ni Hitotsu dake Onegai shitemo Yoroshī Deshō ka                                   | Sakamoto Kazuya                           |        | Dựa theo light novel do Ōtori Nana viết và Satsuki minh họa. |

### Phim anime chiếu rạp
| Tựa đề                                                                    | Đạo diễn                              | Ngày khởi chiếu   | Ghi chú                                                                                             |
| ------------------------------------------------------------------------- | ------------------------------------- | ----------------- | --------------------------------------------------------------------------------------------------- |
| Shin Gekijōban Initial D - Legend 1: Kakusei                              | Hidaka Masamitsu                      | 23 tháng 8, 2014  | Dựa trên manga Initial D của Shigeno Shuichi. Hợp tác sản xuất với Sanzigen.                        |
| Gekijōban Cardfight!! Vanguard                                            | Itagaki Shin                          | 13 tháng 9, 2014  | Bản phim điện ảnh của thương hiệu Cardfight!! Vanguard.                                             |
| Shin Gekijōban Initial D - Legend 2: Tousou                               | Hidaka Masamitsu (tổng) Naka Tomohito | 23 tháng 5, 2015  | Phần tiếp theo của Legend 1: Kakusei. Hợp tác sản xuất với Sanzigen.                                |
| Shin Gekijōban Initial D - Legend 3: Mugen                                | Hidaka Masamitsu (tổng) Naka Tomohito | 6 tháng 2, 2016   | Phần tiếp theo của Legend 2: Tousou. Hợp tác sản xuất với Sanzigen.                                 |
| Gekijōban Monster Strike                                                  | Ezaki Shinpei                         | 12 tháng 12, 2016 | Dựa trên trò chơi điện tử Monster Strike.                                                           |
| Dōnika Naru Hibi                                                          | Satō Takuya                           | 23 tháng 10, 2020 | Chuyển thể từ bộ manga cùng tên của Takako Shimura. Sản xuất bởi chi nhánh Liden Films Kyoto Studio |
| Sayonara watashi no Cramer: First Touch                                   | Takuno Seiko                          | 11 tháng 6, 2021  | Dựa trên bộ manga cùng tên của Arakawa Naoshi. Phần tiền truyện của bản truyền hình.                |
| Kamiari no Kodomo                                                         | Sakamoto Kazuya                       | 8 tháng 10, 2021  | Tác phẩm gốc.                                                                                       |
| Eikyū Shōnen Eternal Boys Next Stage                                      | migmi                                 | 8 tháng 6, 2023   | Phần tiếp theo của Eikyū Shōnen Eternal Boys.                                                       |
| Gekijōban SutoPuri Hajimari no Monogatari: Strawberry School Festival!!!! | Matsuura Naoki                        | 2024              | Dựa theo nhóm nhạc nam Strawberry Prince.                                                           |

### OVA/ONA
- Terra Formars: Bugs 2 (20 tháng 8, 2014 – 28 tháng 11, 2014) - 2 tập
- Yamada-kun to nana-nin no Majo (17 tháng 12, 2014 – 15 tháng 5, 2015) - 2 tập [78]
- Mon-Soni! D'Artagnan no Idol Sengen (14 tháng 6, 2017 – 19 tháng 7, 2017) – 5 tập
- Monster Strike: Senritsu no Lucifer, Tada hitotsu no hajimari no uta (2017) – 1 tập; sản xuất bởi chi nhánh Liden Films Kyoto Studio
- Lost Song (31 tháng 3, 2018 – 16 tháng 8, 2018) – sản xuất cùng với Dwango và Mages, 12 tập
- Terra Formars: Earth-hen (17 tháng 8, 2018 – 19 tháng 1, 2018) – hợp tác sản xuất với Yumeta Company, 2 tập
- Koi to Uso (9 tháng 11, 2018) – 2 tập
- Mayonaka no Occult Kōmuin (25 tháng 9, 2019 – 22 tháng 11, 2019) – 3 tập
- Mugen no Jūnin -Immortal- (10 tháng 10, 2019 – 25 tháng 3, 2020) – 24 tập[79]
- Kotarō wa Hitori Gurashi (10 tháng 3, 2022) - 10 tập[80]
- Bastard!! Ankoku no Hakaishin (30 tháng 6, 2022 - 31 tháng 7,2023) – 39 tập[81]